# Cribari
Emílson Sánchez Cribari (Cambará, Paraná, Brasil, 6 de marzo de 1980) es un exfutbolista brasileño con pasaporte italiano. Se desempeñaba en la posición de defensa.

## Trayectoria
Se formó en las categorías inferiores del Londrina. En 1998, con 18 años de edad, fue adquirido por el Empoli italiano, donde ya militaba su hermano mayor, Binho. Vistió la camiseta del equipo toscano cuatro temporadas, debutando en Serie A el 14 de septiembre de 2002 ante el Como. En el verano de 2004 fue fichado por el Udinese; sin embargo, una grave lesión de rodilla no le permitió jugar mucho (sólo 12 partidos durante toda la temporada).
El año siguiente fue cedido a préstamo a la Lazio. Gracias a sus buenas prestanciones, el club romano decidió adquirirlo definitivamente. El 4 de enero de 2010 pasó a préstamo con opción de compra al Siena. El 31 de agosto firmó un contrato de un año, más otro opcional, con el Napoli. Debutó en el club partenopeo el 26 de septiembre, contra el Cesena (4 a 1 para los napolitanos).
El 30 de junio de 2011, terminado el contrato con los napolitanos, dejó el club azzurro; el 8 de julio fichó por el Cruzeiro, volviendo así a su país natal.
El 7 de agosto de 2012 se anunció que Cribari se uniría a The Rangers Football Club de la Tercera División de Escocia, firmando un contrato por dos años.

## Clubes
| Club            | País    | Año         |
| --------------- | ------- | ----------- |
| Empoli F. C.    | Italia  | 1998 - 2004 |
| Udinese Calcio  | Italia  | 2004 - 2005 |
| S. S. Lazio     | Italia  | 2005 - 2010 |
| A. C. Siena     | Italia  | 2010        |
| S. S. C. Napoli | Italia  | 2010 - 2011 |
| Cruzeiro E. C.  | Brasil  | 2011 - 2012 |
| Rangers F. C.   | Escocia | 2012 - 2014 |

## Palmarés

### Campeonatos nacionales
| Título                      | Club          | País    | Año         |
| --------------------------- | ------------- | ------- | ----------- |
| Copa de Italia              | S. S. Lazio   | Italia  | 2008 - 2009 |
| Supercopa de Italia         | S. S. Lazio   | Italia  | 2009        |
| Tercera División de Escocia | Rangers F. C. | Escocia | 2012 - 2013 |
| Segunda División de Escocia | Rangers F. C. | Escocia | 2013 - 2014 |